# Frères Molard
Pour les articles homonymes, voir Molard.
 (août 2023).
Les frères Molard sont des musiciens bretons, originaires de Saint-Malo, spécialisés dans la musique bretonne. Depuis le décès de Claude, guitariste, en 1996, les quatre musiciens de cette fratrie ne sont plus que trois :
- Patrick Molard, sonneur
- Jacky Molard, violoniste
- Dominique Molard, percussionniste

## Histoire
Ils commencent leur apprentissage au bagad de Saint-Malo. Ils créent au début des années 1970 Satanezet, l'un des premiers groupes de fest-noz et dans les années 1975-1976 le groupe Ogham avec leur autre frère Claude. Patrick et Jacky participent à la Celtic Procession du guitariste jazz Jacques Pellen, dès sa création en 1993. Ils se retrouvent tous les trois en 2000 sur l'album Deliou (L'Oz Production) et dans leur création Bal Tribal.

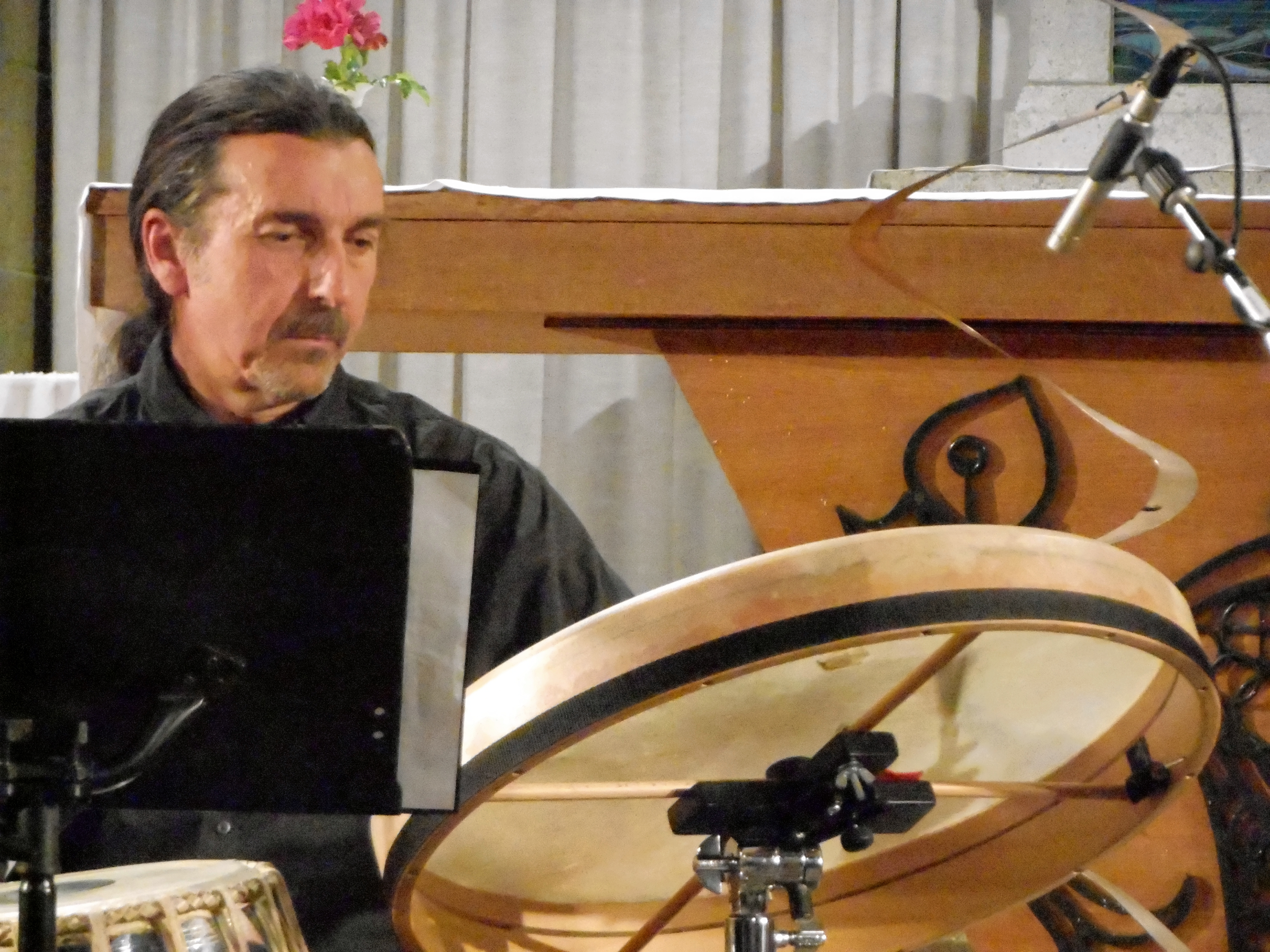
Dominique Molard
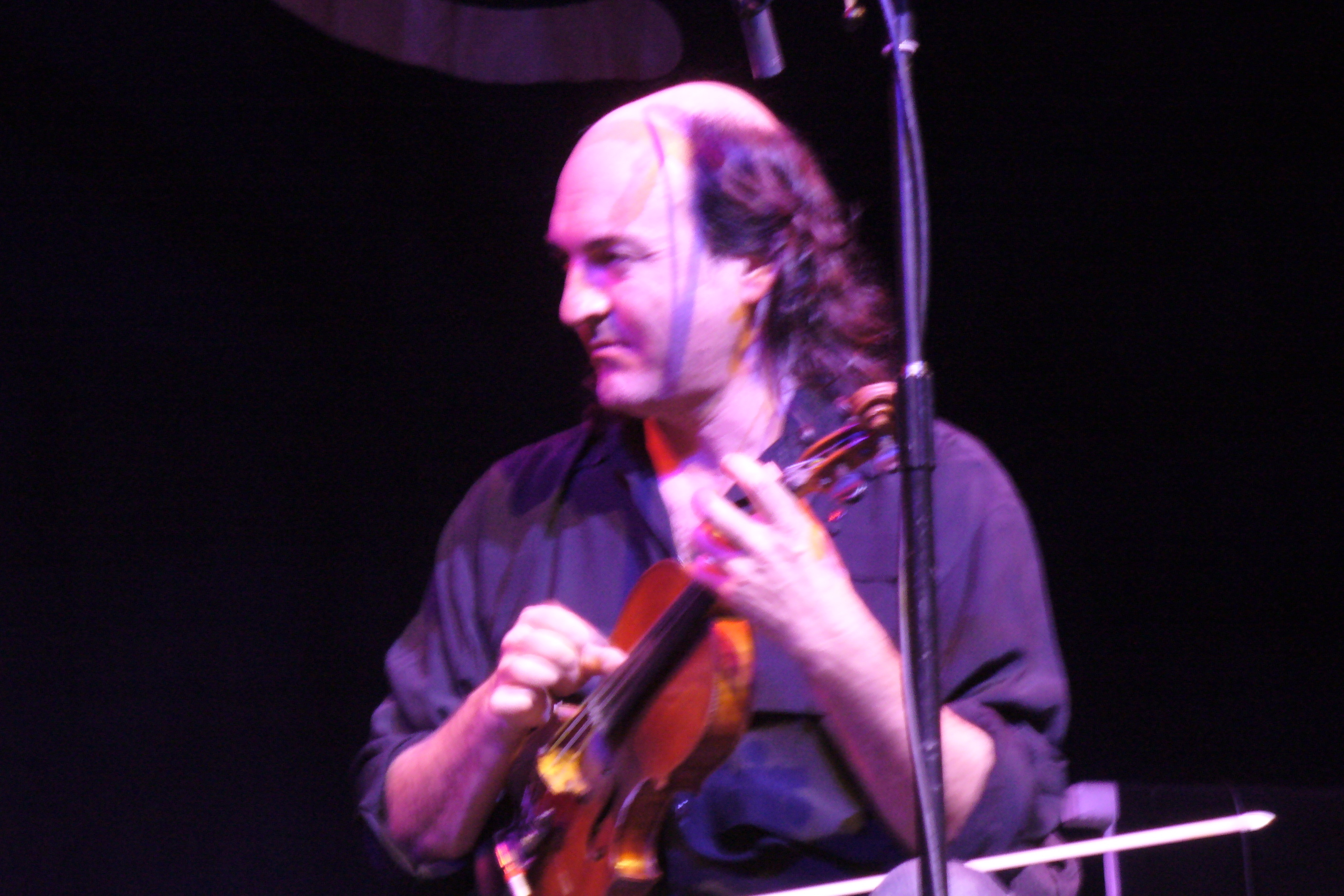
Jacky Molard
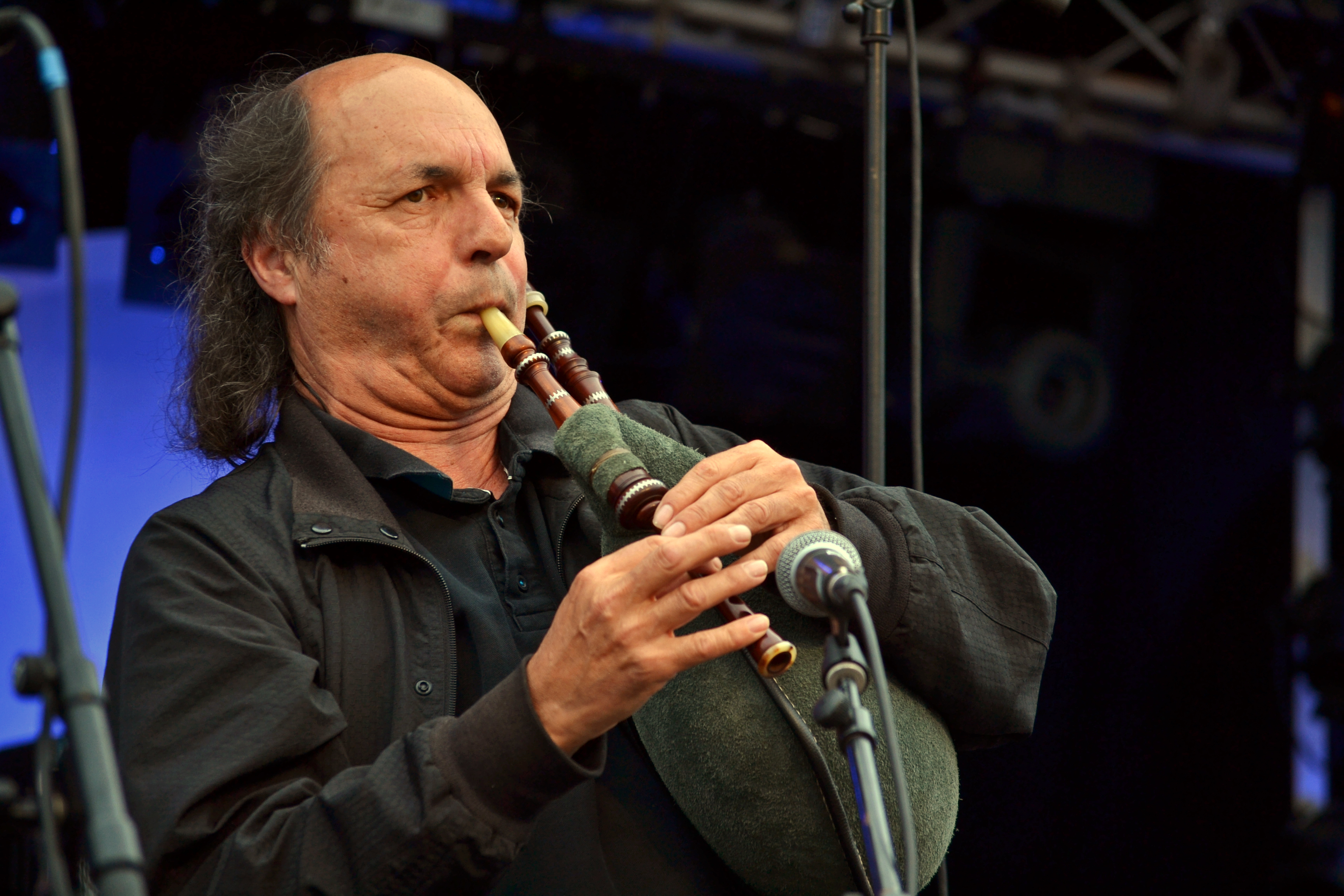
Patrick Molard